# Atelopus nanay
Espèce
Statut de conservation UICN

 CR A2ace; B2ab(v) : 
En danger critique
Atelopus nanay est une espèce d'amphibiens de la famille des Bufonidae.

## Répartition
Cette espèce est endémique de la province d'Azuay en Équateur. Elle se rencontre près du lac Toreadora à environ 4 000 m d'altitude sur le páramo El Cajas dans la cordillère Occidentale.

## Description
Le mâle mesure 25 mm et la femelle 36 mm.

## Publication originale
- Coloma, 2002 : Two New Species of Atelopus (Anura: Bufonidae) from Ecuador. Herpetologica, vol. 58, no 2, p. 229-252.